# Herta Heuwer

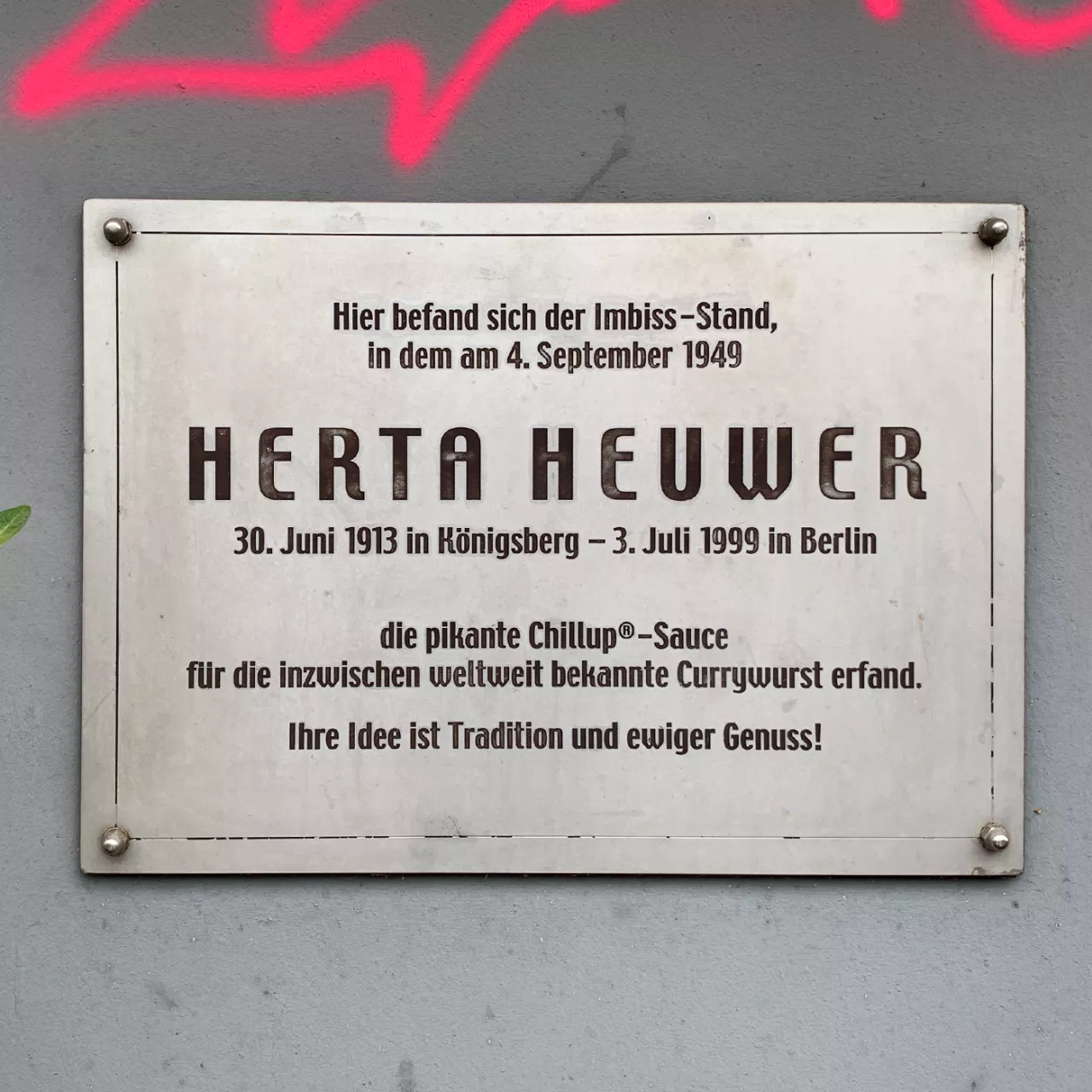
Tablica pamiątkowa upamiętniająca Hertę Heuwer

Herta Charlotte Heuwer (ur. 30 czerwca 1913 w Królewcu zm. 3 lipca 1999 w Berlinie) – niemiecka restauratorka, która wraz z wycofującym się wojskiem znalazła się w Berlinie i tam w 1949 wymyśliła potrawę currywurst.

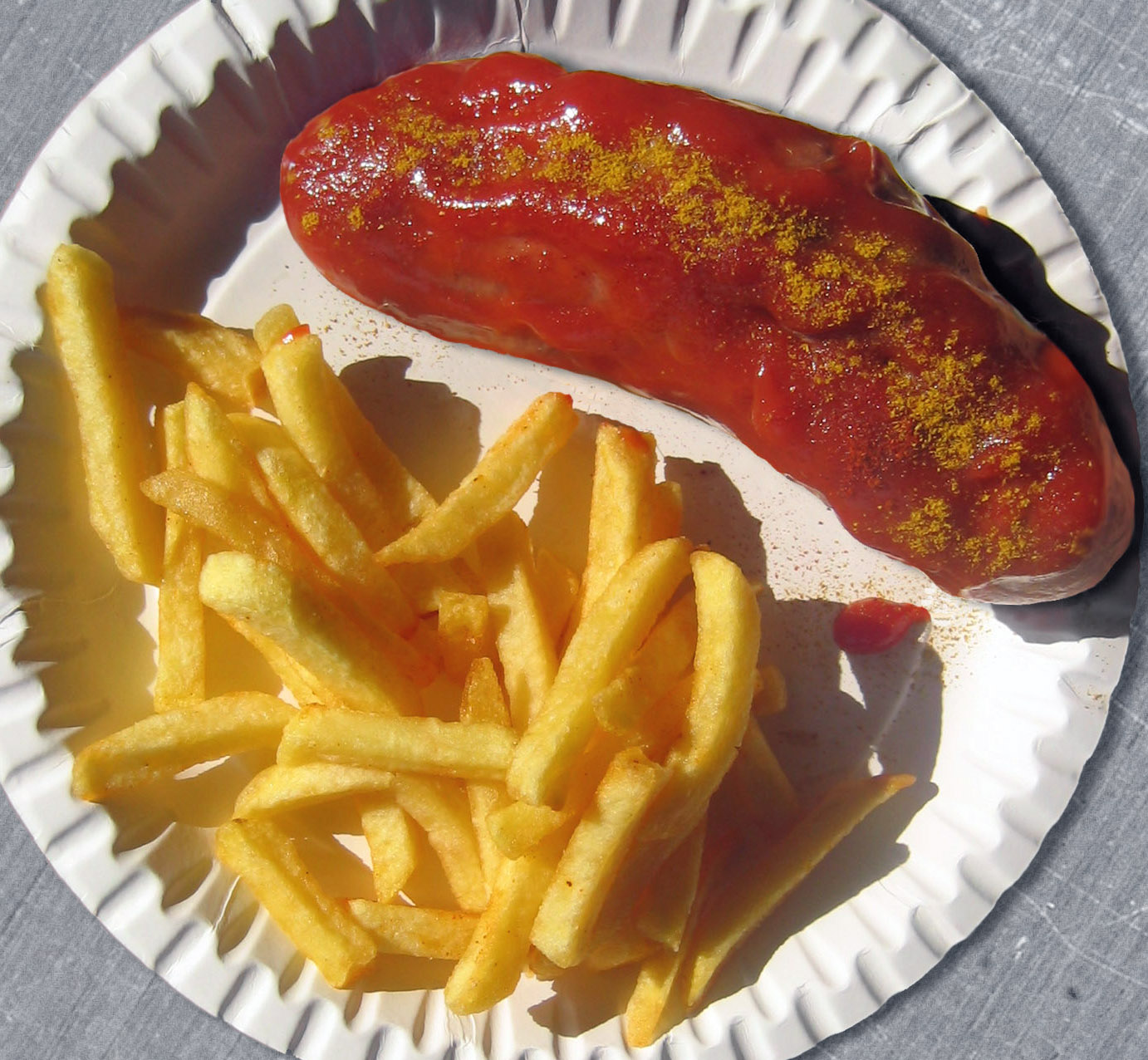
Currywurst podane z frytkami

Po raz pierwszy Herta Heuwer przygotowała currywurst 4 września 1949, wtedy do smażonych kiełbasek wieprzowych dodała sos sporządzony ze składników otrzymanych od brytyjskich żołnierzy. Na sos nazwany „chillup” składały się: keczup, sos Worcestershire i curry w proszku. Początkowo currywurst z bułką było sprzedawane w ulicznym straganie. W styczniu 1959 (część źródeł podaje 1951) Herta Heuwer opatentowała „chillup”.
Pierwszym miejscem, gdzie sprzedawała kiełbaski było skrzyżowanie Kantstraße i Kaiser-Friedrich-Straße, następnie wynajęła lokal przy Kaiser-Friedrich-Straße 59, który w czasie swojej świetności pracował całą dobę, sprzedawał tygodniowo dziesięć tysięcy porcji i zatrudniał dziewiętnaście sprzedawczyń. Restauracja istniała do 1974, a na budynku gdzie istniała umieszczono 29 czerwca 2003 pamiątkową tablicę upamiętniającą Hertę Heuwer i jej wynalazek.
W Berlinie znajdowało się muzeum currywurst, które upamiętniało również Hertę Heuwer. Zostało ono zamknięte w dniu 21 grudnia 2018.
Obecnie w Niemczech sprzedaje się ok. 800 milionów porcji rocznie, receptura sosu uległa zmianie i jest on sprzedawany w różnych wersjach smakowych. Potrawę podaje się tradycyjnie z bułką, ale wielu klientów preferuje wersję z frytkami.